# Maurice Leblanc
Maurice Leblanc, född 11 december 1864 i Rouen, död 6 november 1941 i Perpignan, var en fransk författare. Han blev mest känd för böckerna om "gentlemannatjuven" Arsène Lupin, vilka senare kommit att sprida i ett antal olika medier och inspirerat till efterföljare.

## Biografi
Leblanc växte upp i Rouen, där han studerade vid vid Lycée Pierre Corneille. Efter att sedan ha studerat i flera länder hoppade han av en juristutbildning, bosatte sig 1888 i Paris och började skriva skönlitteratur av kioskdeckartyp.
Hans romaner var starkt influerade av författare som Gustave Flaubert (bekant sedan tidig ålder) och Guy de Maupassant. Den senare mötte han i samband med ett Flaubert-evenemang i Rouen. De tidiga verken hade liten kommersiell framgång, trots uppskattning från kritikerna.

### Arsène Lupin
Leblanc vann emellertid efter hand stor popularitet genom sina äventyrsskildringar, ofta med motiv från förbrytarvärlden.
Mest känd blev han för serien Arsène Lupins märkvärdiga äventyr, av vilka elva delar översattes till svenska 1907–1926. Figuren skapades 1905 som resultat av en beställning på en deckarberättelse för den franska tidningen Je sais tout. Debuthistorien "L'Arrestation d'Arsène Lupin" blev en omedelbar succé, och två år senare följde Leblancs första novellsamling med Arsène Lupin.
Arsène Lupin är en "gentlemannatjuv" som sadlat om till detektiv. Inspiration hämtades från tidigare deckarberättelser, inklusive från Arthur Conan Doyles berättelser om Sherlock Holmes. Tydligast är denna relation kanske i historien Arsène Lupin mot Herlock Sholmes.
Allt som allt skapade Leblanc ett 60-tal berättelser (varav 27 romaner och fem teaterlibretton) med Arsène Lupin. Ofta ingick som en bärande ingrediens i berättelsen att dektivtiven Lupin kanske inte riktigt glömt sitt ursprung som gentlemannatjuv. Framgångarna ledde tidigt till bearbetningar i film och andra medier.

## Renommé och i kulturen
Leblancs verk inom kriminalgenren gav inspiration till – alternativt hämtade inspiration från – andra någorlunda samtida franska författare. Dessa inkluderar Gaston Leroux, Souvestre och Allain (skapare av Fantômas).
Leblanc är mest känd för sina berättelser om "gentlemannatjuven" Arsène Lupin. Dessa har vid flera tillfällen blivit föremål för olika teateruppsättningar, radioteater och filmatiseringar.
Dessutom har författare och serieskapare tagit upp Arsène Lupin-figuren i mer eller mindre fri form, antingen i form av pastisch eller via nytolkningar av myten. I Japan skapade serieskaparen Monkey Punch på 1967 sin manga kring Lupin III, ett påstått barnbarn till Arsène Lupin. Ingen rättighet att få använda namnet Lupin införskaffades dock, så dessa utgåvor fick lov att spridas under andra namn utanför Japan; 2012 utsläcktes dock upphovsrätten till Maurice Leblancs verk.